# Louis Nelson
Louis Hall Nelson (New Orleans, 17 september 1902 – 5 april 1990) was een Amerikaanse jazztrombonist.

## Biografie
Louis Nelson werd geboren op 17 september 1902 in New Orleans, Louisiana. Zijn vader dr. George Harry Nelson was arts. Dr. Nelson hielp bij het organiseren van de 9e Louisiana Volunteers en diende in de Spaans-Amerikaanse oorlog als eerste luitenant. Tijdens de oorlog diende hij in Cuba en bestormde ook San Juan Hill. Zijn moeder Anna Hattie Adams Nelson was lerares en pianiste uit Springfield (Massachusetts). Ze was een afstammeling van weggelopen slaven van de oostkust van Maryland. Ze was afgestudeerd aan het Boston Conservatory of Music. Zijn moeder verhuisde naar Louisiana om les te geven en waar ze ook haar man ontmoette. Ze kregen drie kinderen: Mary Nelson Welch, George Harry Nelson Jr. en Louis Hall Nelson. Zowel zijn ouders als zijn zus speelden piano en zijn broer speelde saxofoon. In december 1902 verhuisden zijn ouders naar Napoleonville, Louisiana, omdat zijn vader geen patiënten kon krijgen na de Robert Charles Race Riots in juli 1900 in New Orleans.
Op 15-jarige leeftijd, toen hij in Napoleonville woonde, begon Louis Nelson de ventieltrombone te spelen en wisselde naar de schuiftrombone. Hij studeerde bij professor Claiborne Williams uit Donaldsonville, Louisiana. Professor Claiborne Williams leerde hem de juiste manier van ademen. Williams leerde hem ook dat techniek en intuïtie veel belangrijker waren dan technische vaardigheid.
Op weekdagen woonde Louis Nelson bij dominee Isaac H. Hall in New Orleans, Louisiana. Dominee Hall was een familievriend die de vader van Nelson had opgevoed. Terwijl hij daar woonde, woonde Nelson de Lutheran School op Annette Street en de New Orleans University (middelbare school) op Saint Charles Avenue in New Orleans bij, waar hij in 1919 afstudeerde.
De eerste band van Louis Nelson was de band van Joe Gabriel uit Thibodaux, Louisiana. Met de band van Joe Gabriel reisde hij door Cajun-land en speelde hij in danszalen voor een dollar per nacht.
Nelson trouwde in 1922 met Julia Kissack. Na een kort verblijf in New York, waar hij werkte als Pullman-portier, verhuisden Julia en Louis Nelson naar New Orleans. Terwijl hij in de jaren 1920 in New Orleans was, speelde Nelson jazzmuziek met Buddy Petit, Kid Rena, Kid Punch Miller, Sam Morgan, Chris Kelly, Papa Celestin, Willie Pajeaud, Kid Howard, Sidney Cates en Kid Harris' Dixieland Band.
Louis en Julia Kissack Nelson hadden twee kinderen: Louis Hall Nelson jr. en Anna Nelson Tircuit. Julia Kissack Nelson stierf in 1928 aan complicaties tijdens de zwangerschap. Na de dood van zijn vrouw trad Nelson toe tot het Sidney Desvigne Orchestra. Deze band speelde voor blank publiek op plekken als de New Orleans Country Club en de Southern Yacht Club. De maandag- en dinsdagavonden waren gereserveerd voor zwarte toehoorders op locaties als de Pythian Temple en de Bulls Aids and Pleasure Club. Tijdens zijn vijftien jaar bij het tienkoppige orkest van Desvigne, speelde Nelson voor zomercruises op de Mississippi op de stoomboot S.S. Capitol, die naar het noorden reisde naar Minneapolis en Saint Paul (Minnesota).
Om werk te krijgen tijdens de depressie, trad Louis Nelson toe tot de Works Progress Administration en werd hij de eerste voorzitter van de WPA-band. Tussen de opdrachten door groeven de muzikanten stronken uit in City Park in New Orleans. Toen de Tweede Wereldoorlog aanbrak, monsterde Nelson aan voor de Amerikaanse marine en werd hij Musician 1st Class op de Amerikaanse marinebasis in Memphis (Tennessee). Nadat hij bij de marine had gediend, keerde Nelson terug naar New Orleans en hervatte hij het spelen met Sidney Desvignes Orchestra, totdat Desvigne het naar Californië verplaatste.
Nelson sloot zich vervolgens aan bij de Kid Thomas Valentine-band in 1945. Met deze band speelde hij één avond per week in danszalen zoals de Tip Top, Fireman's Hall in Westwego, Louisiana, en Speck's Moulin Rouge in Marrero, Louisiana. Hij werkte op dat moment ook voor het Herbert Leary Orchestra. Om de eindjes aan elkaar te knopen, werd Nelson gedwongen om dagtaken aan te nemen, zoals chauffeur voor het postkantoor en voor een vishandelaar. Hij werkte ook als conciërge.
In 1949 maakte Louis Nelson zijn eerste opname met klarinettist en orkestleider Big Eye Louis Nelson Delisle, evenals Charlie Love, Johnny St. Cyr, Ernest Rogers en Austin Young in het Touro Street-huis van Dr. Nelson. Deze opname, door jazzhistoricus Bill Russell van AM Records, markeerde het begin van een uitgebreide opnamecarrière voor Nelson.
In de jaren 1950 ging Larry Borenstein, de eigenaar van de kunstgalerie in de Franse wijk, graag naar de Westelijke Jordaanoever om 's avonds de band van Kid Thomas Valentine te horen spelen, maar omdat hij zijn kunstgalerie op 726 Saint Peter Street 's nachts open moest houden, was zijn vermogen om jazzmuziek te horen, beperkt. Als gevolg hiervan vroeg Borenstein Kid Thomas Valentine om jazzsessies te spelen, die hij repetities noemde, om vakbondsproblemen te voorkomen.
In 1961 ging Barbara Reed naar Baton Rouge om een handvest te krijgen voor de organisatie The Society for the Preservation of Traditional New Orleans Jazz. Dit handvest gaf hen de status van een non-profit bedrijfslicentie, omdat ze de entertainmentbelasting niet konden betalen, toen onder andere mevrouw Reed en Grayson Mills in 1961 officieel de Preservation Hall openden, die later dat jaar werd overgenomen door Allan Jaffe. Louis Nelson speelde ook in de Paddock Lounge en later in de Dixieland Hall, beide op Bourbon Street.
Door Preservation Hall had Nelson nu permanent werk, met blootstelling aan een nieuw publiek en kreeg hij tal van mogelijkheden om naar het buitenland te reizen als solist en als bandlid van de bands van Billie en De De Piece en Kid Thomas Valentine. Noel Rockmore begon zijn serie portretten van de muzikanten die in de zaal speelden. Velen versierden de zaal, maar jazzliefhebbers, die kunstverzamelaars waren zoals John M. van Beuren (die een woning onderhield in het gebouw waarin de zaal op de eerste verdieping was gevestigd), kochten de schilderijen voor andere woningen, vaak in andere delen van de land. Van Beuren liet een groots huis bouwen door Ludwig Mies van der Rohe in Morristown (New Jersey), met een woonkamer die groot genoeg was om privéconcerten te houden, terwijl de band bij Van Beuren thuis verbleef tijdens het spelen van concerten in Manhattan. Twee grote Rockmore-schilderijen, van Nelson en George Louis, domineerden het ene uiteinde van die enorme woonkamer.
Louis Nelson toerde vanaf 1963 uitgebreid, te beginnen met de George Lewis (klarinettist) band in Japan, Oost-, West-Europa, Zuid-Amerika, Australië, Canada en Mexico, evenals de Verenigde Staten, tot aan zijn dood in 1990.
Nelson verscheen tot aan zijn dood op elk New Orleans Jazz and Heritage Festival. Hij sloot zich aan bij de Legends of Jazz. In 1981 ontving Nelson een beurs van de National Endowment for the Arts, waar hij een programma ontwikkelde waarin hij speelde voor studenten van openbare scholen in New Orleans en de jazzgeschiedenis van New Orleans besprak.
Op grote schaal opgenomen, waaronder muziek voor de film Pretty Baby (1978) met Brooke Shields in de hoofdrol, verscheen Nelson ook in vele jazzdocumentaires in New Orleans, waaronder Art Fords House Party, Live the Jazz, Three Men of Jazz en Till the Butcher Cut Him Down.

## Overlijden
Louis Nelson overleed op 5 april 1990 op 87-jarige leeftijd aan verwondingen, opgelopen bij een auto-ongeluk op 27 maart. De chauffeur is nooit gepakt.